# Ledena polica
Ledena polica je velika plavajoča plošča ledu, ki predstavlja nadaljevanje ledenega pokrova na ravni morske gladine. Lahko bodisi plava v šelfnem morju, bodisi je oprta ob dno v plitvinah. Praviloma so ledene police manjšega obsega in debeline od ledenih pokrovov – v velikostnem razredu 500 m debeline in 500 km premera – zato je tok ledu v njih občutno hitrejši. Običajno nastanejo v velikih zalivih v polarnem območju, kjer jih s treh strani stabilizira kopno, v manjši meri pa so lahko tudi proste; v slednjem primeru jih stabilizirajo posamični otoki ali podvodne plitvine pred obalo. Daleč najboljši pogoji za nastanek ledenih polic so ob obalah Antarktike, kjer izstopajo tri največje: Rossova, Filchner-Ronnejeva in Ameryjeva.
Ledene police rastejo s tokom ledu proti morju in nalaganjem snega na površini, njihovo velikost pa omejuje taljenje ledu ob stiku z vodo in lomljenje ledenih gora ob robovih. Ravnovesje med tema procesoma je dinamično in določa velikost ledene police. Nekoč je veljalo prepričanje, da je lomljenje ledenih gora glavni proces manjšanja ledenih polic, študija antarktičnega ledenega pokrova pa je pokazala, da je taljenje približno enakovredno. Ker je sladka voda lažja od slane, lahko zastaja ob stiku med ledeno polico in podlago, kar občutno vpliva na kroženje morske vode.